# Supralitoral
Supralitoral – strefa opryskowa, część litoralu.
1. Nadwodna część strefy brzegowej znajdująca się w zasięgu okresowego oprysku fal, pomiędzy suchym obrzeżem zbiornika (epilitoralem) a właściwą strefą brzegową (eulitoralem). Jest to na ogół stosunkowo wąskie pasmo zasiedlone przez nieliczne organizmy wilgociolubne (higrobionty), do których należy m.in. zmieraczek plażowy (Talitrus saltator) będący sanitariuszem brzegu morskiego, zjadającym wodorosty wyrzucone na brzeg przez fale. Pasmo to odwiedzane jest też przez liczne ptaki siewkowe zbierające głównie martwe owady[1].
2. Strefa ponad najwyższym stanem przepływu: bardzo zmienna pod względem wilgotności i o słabo wyrażonej górnej granicy[2].

W supralitoralu występują m.in.:
- sinice: Microcoleus chthonoplastes, Calothrix scopulorum
- zielenice: Enteromorpha, Prasiola crispa
- brunatnice: Pelvetia canaliculata
- krasnorosty: Porphyra laciniata, Bangia fuscopurpurea, Hildenbrandia rosea[3]